# Marsaxlokk
Marsaxlokk je rybářské městečko v Jihovýchodním regionu na Maltě. Žije zde přibližně 3 500 obyvatel.
V přístavu kotví stovky luzzu, což jsou malé lodičky, které září pestrými barvami. Proto je to velmi oblíbené místo pro fotografy. Muži se zde živí především rybolovem, anebo jsou zaměstnaní v turistickém ruchu. Jejich manželky vyrábějí různé dekorativní předměty a bytové doplňky. V neděli zde probíhají největší trhy na Maltě. Prodává se zde ovoce, zelenina, alkohol, kožené zboží, krajky nebo oblečení.

## Historie
V zátoce kotvila turecká flotila v roce 1565. Flotila, která měla nad ostrovem rozvinout vlajku islámu, ale sedm stovek statečných rytířů pod vedením sedmdesátiletého Jeana Parisota de la Vallette odrazilo turecké síly v počtu 30 tisíc mužů. Vylodilo se tu i Napoleonovo vojsko, za druhé světové války byl přístav základnou britského námořního letectva a v prosinci 1989 se na zakotvené lodi konal summit vůdce Sovětského svazu Michaila Gorbačova a amerického prezidenta George Bushe staršího.

## Původ názvu
Vyslovuje se Marsašlok. Marsa znamená v maltštině přístav, xlokk je výraz pro východ (arabsky sharq), tedy vlastně „východní přístav“. Xlokk je ekvivalent pro scirocco, vítr, který se zdvíhá nad Saharou a přináší do jižní Evropy vlhkost, teplo a prach.

### Externí odkazy

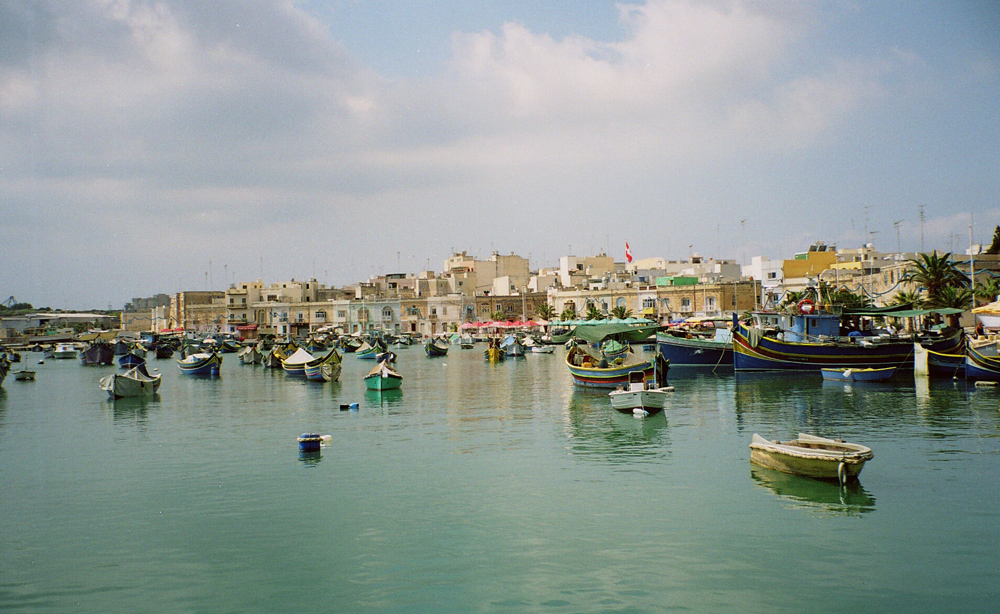
Přístav